# Conostigmus apterus
Conostigmus apterus är en stekelart som först beskrevs av Zetterstedt 1840.  Conostigmus apterus ingår i släktet Conostigmus och familjen trefåresteklar. Enligt den finländska rödlistan är arten otillräckligt studerad i Finland. Arten är reproducerande i Sverige. Inga underarter finns listade i Catalogue of Life.